# Adlène Guedioura
Adlène Guedioura (arabisch عدلان قديورة, DMG ʿAdlān Qadyūra; * 12. November 1985 in La Roche-sur-Yon, Frankreich) ist ein algerisch-französischer Fußballspieler mit spanischen Wurzeln. Der Mittelfeldspieler ist seit 2023 für al-Wakrah SC aktiv.

## Sportlicher Werdegang
Guedioura entstammt einer „Sportlerfamilie“. Mit Vater Nacer als algerischem Fußballnationalspieler und seiner Mutter als spanischer Basketballerin waren beide Elternteile für ihn frühe Vorbilder. So verfiel der junge Adlène rasch dem Fußball und nach der Jugendzeit beim Hauptstadtklub RC Paris verschlug es ihn über den Umweg CS Sedan im Jahr 2005 in die Amateurliga CFA zu Olympique Noisy-le-Sec. Dort bestritt der 15 Partien, schoss ein Tor und wechselte zum drittklassigen Klub Entente Sannois Saint-Gratien. Hier verbrachte er ebenso eine Spielzeit, wie beim Ligakonkurrenten US Créteil.

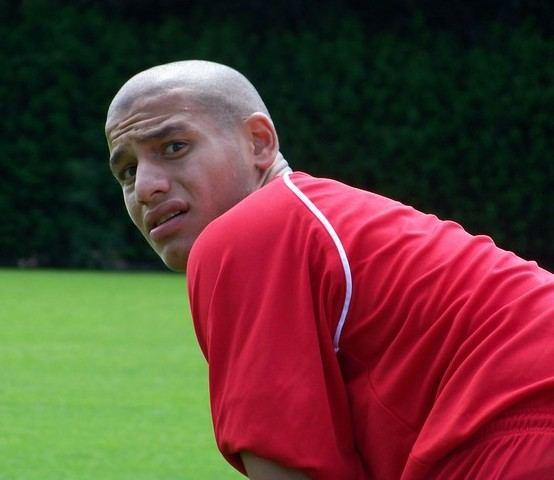
Guedioura als KV-Kortrijk-Spieler im Jahre 2008

Richtungweisend für die zunächst schleppend verlaufene Karriere war im Sommer 2008 der Transfer des mittlerweile 22-Jährigen zum frisch in die höchste belgische Spielklasse aufgestiegenen KV Kortrijk. Obwohl er hier einen Vertrag mit einer Laufzeit über zwei Jahre unterzeichnet hatte, blieb Guedioura nur ein halbes Jahr beim westbelgischen Verein, bevor er im Januar 2009 zu Sporting Charleroi weiterzog. Aber auch dieser Verein stellte sich nur als Sprungbrett heraus und aufgrund seiner vielseitigen Einsetzbarkeit im Mittelfeld hatte er sich binnen des folgenden Jahres in den Fokus des englischen Erstligisten Wolverhampton Wanderers gespielt.
Im Januar 2010 lieh in den Premier-League-Klub für die verbleibenden Partien der Saison 2009/10 aus und sicherte sich gleichzeitig die Option auf eine dauerhafte Verpflichtung – nur wenige Tage zuvor hatten die „Wolves“ mit Flügelspieler Geoffrey Mujangi Bia bereits einen seiner Mannschaftskameraden aus Charleroi ausgeliehen. Es vergingen nach dem Wechsel nicht einmal 24 Stunden bis Guedioura am 26. Januar 2010 zu seinem ersten Kurzeinsatz gegen den FC Liverpool kam. Insgesamt stand er 14 Mal auf dem Platz und erzielte am letzten Spieltag gegen den AFC Sunderland sein erstes Tor in England – „späte Belohnung“ für seine häufigen Versuche zum Torabschluss, die er auch aus größerer Entfernung getätigt hatte. Unmittelbar nach der letzten Partie verkündete der Klub die dauerhafte Verpflichtung von Guedioura, der soeben einen Vertrag über drei Jahre unterzeichnet hatte.
Am 30. Januar 2012 wechselte Guedioura auf Leihbasis zum Zweitligisten Nottingham Forest und debütierte einen Tag später im Ligaspiel gegen den FC Burnley.  Zu Beginn der Saison 2012/13 unterschrieb er einen Dreijahresvertrag in Nottingham.
Anfang September 2013 unterschrieb Guedioura einen Dreijahresvertrag beim Erstligaaufsteiger Crystal Palace, wurde aber nach kurzer Zeit an den FC Watford verliehen und 2015 schließlich verkauft. Nach zwei Jahren wechselte er im Sommer 2017 weiter zum FC Middlesbrough.
Am 31. Januar 2018 gab Nottingham Forest die Rückkehr von Guedioura bekannt und stattete ihn mit einem bis 2021 gültigen Vertrag aus. Guedioura wechselte bereits ein Jahr später zum al-Gharafa Sports Club nach Katar. Nach zwei Jahren dort kehrte er im September 2021 nach England zurück und schloss sich per Einjahresvertrag dort dem Zweitligisten Sheffield United an.

## Algerische Nationalmannschaft
Am 12. Mai 2010 wurde Guedioura in den provisorischen 25-Mann-Kader Algeriens für die WM 2010 in Südafrika berufen. Sein erstes A-Länderspiel bestritt er am 28. Mai 2010 in der Turniervorbereitung gegen Irland (0:3). Während der Weltmeisterschaft 2010 kam er in allen drei Vorrundenspielen Algeriens zum Einsatz.
Am 3. September 2010 erzielte er gegen Tansania sein erstes Länderspieltor für Algerien.